# Effektiv udstrålet effekt
Effektiv udstrålet effekt (engelsk: Effective radiated power - ERP), er en IEEE-standardiseret definition på en retningsstyret radiofrekvens (RF) effekt udstrålet fra en radiosender. Det er den totale effekt målt i watt, som ville blive udstrålet fra en halvbølge dipolantenne for at give den samme strålingsintensitet eller irradians i watt per kvadratmeter (m^2) som den aktuelle sendeantenne mod en radiomodtager i radioantennens stærkeste stråleretning. ERP måler kombinationseffekten udstrålet fra radiosenderen og antennens evne til et retningsstyre strålen. Dette er det samme som antennens påførte effekt fra radiosenderen - multipliceret med en såkaldt antenneforstærkning, det betyder at udstrålede effekt i en given retning, kan være større end sendeeffekten. Systemet anvendes indenfor elektronik og telekommunikation, særlig når det gælder radiofoni. Antennens stråleretning peges i den retning de fleste modtagere antages at befinde sig i.
En alternativ måde at måle det samme på, er ved at måle den såkaldte Effektiv isotropisk udstrålet effekt (engelsk: Effective isotropic radiated power - EIRP). Dette er imidlertid en hypotetisk effektmåling, som bliver udstrålet fra en Isotropantenne, som kan give den samme signalstyrke som en virkelig antenne i antennens stærkeste stråleretning.
Forskellen mellem EIRP og ERP er, at ERP sammenligner den aktuelle antennen med en halvbølge dipolantenne, mens EIRP sammenligner den med en hypotetisk Isotropantenne.
Da en halvbølge dipolantenne har en antenneforstærkning på 2,15 dB, sammenlignet med en isotropantenne, bliver sammenhængen mellem ERP og EIRP således:
{\displaystyle \mathrm {EIRP(dB)} =\mathrm {ERP(dB)} +2,15}